# AmberExpo
AmberExpo (pełna nazwa Centrum Wystawienniczo-Kongresowe AmberExpo) – obiekt wystawienniczo-biurowy będący własnością i siedzibą Międzynarodowych Targów Gdańskich. Jest zlokalizowany w gdańskiej dzielnicy Letnica w pobliżu stadionu piłkarskiego w Gdańsku Letnicy i przystanku kolejowego Gdańsk Stadion Expo. Jego budowę rozpoczęto w marcu 2011, a do użytku został oddany 25 kwietnia 2012. Organizowanych jest w nim ponad 30 imprez targowych rocznie, a wśród nich Amberif, Baltexpo, Balt Military Expo i Trako.

## Historia

### Geneza
Międzynarodowe Targi Gdańskie (MTG) zostały utworzone w 1989. W latach 1990–1993 przedsiębiorstwo organizowało targi w Hali Olivia oraz halach AWF Gdańsk i GKS Wybrzeże, natomiast w 1994 spółka pozyskała własne obiekty wystawiennicze przy ul. Beniowskiego. Z biegiem czasu przestały one spełniać swoją funkcję, a co za tym idzie spadł poziom świadczonych przez przedsiębiorstwo usług. W związku z powyższym Gmina Miasta Gdańsk będąca głównym akcjonariuszem spółki podwyższyła kapitał zakładowy MTG poprzez wniesienie nieruchomości o powierzchni ok. 6,3 ha, co umożliwiło budowę nowego centrum wystawienniczo-kongresowego. Nadano mu nazwę AmberExpo, gdyż Gdańsk uznawany jest za światową stolicę bursztynu, a Międzynarodowe Targi Bursztynu, Biżuterii i Kamieni Jubilerskich Amberif były wówczas najbardziej prestiżową imprezą międzynarodową organizowaną przez MTG.

### Projekt i budowa

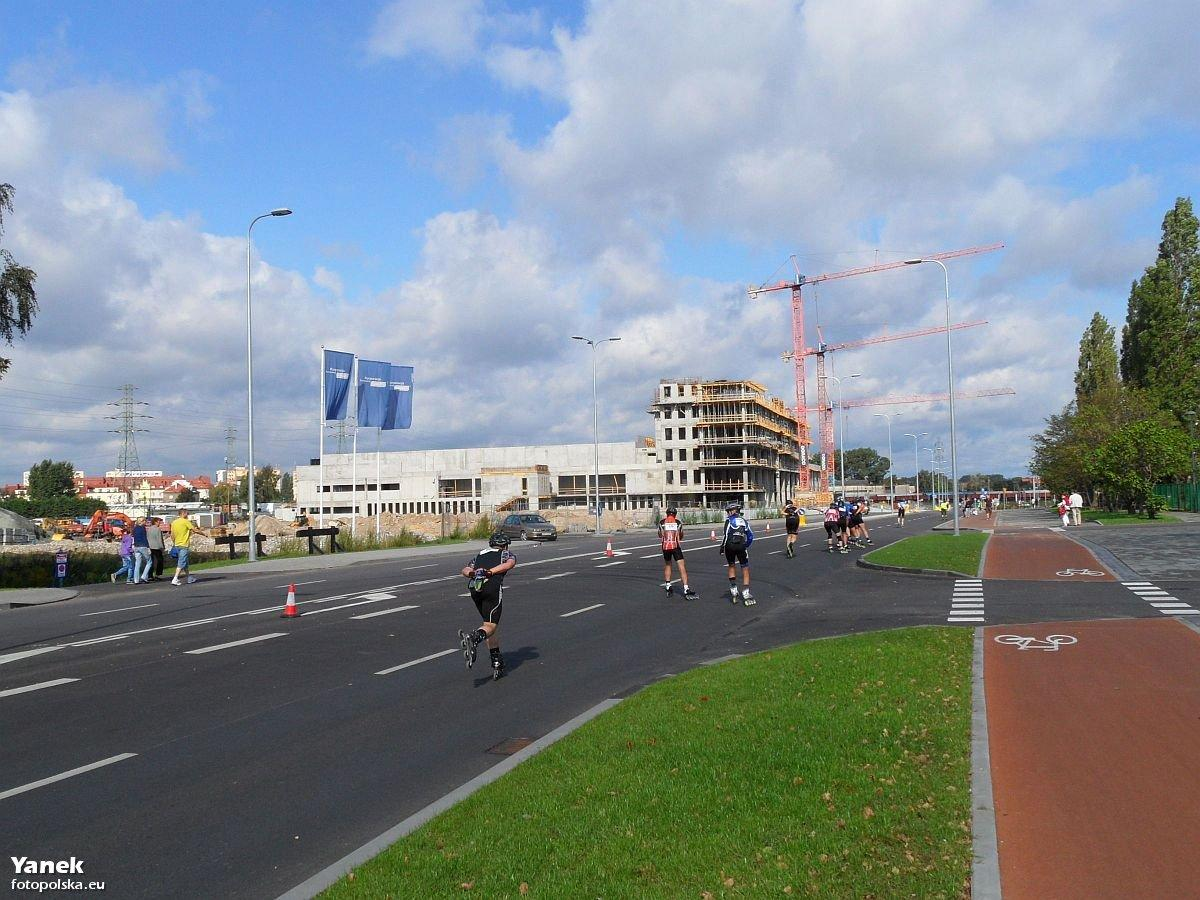
Budowa obiektu w 2011

Projekt AmberExpo wykonało Przedsiębiorstwo Projektowo-Wdrożeniowe Fort, natomiast prace budowlane powierzono Korporacji Budowlanej Doraco. Inwestycję podzielono na dwa etapy. W pierwszej kolejności zakładano wybudowanie hali wystawienniczej o powierzchni 12 000 m², sześciokondygnacyjnego biurowca z centrum konferencyjnym na 1130 osób, centrum prasowym i zapleczem gastronomicznym oraz parking na 450 pojazdów. Później miała zostać dobudowana druga hala o powierzchni 6000 m². Koszt pierwszego etapu inwestycji określono na około 100 mln zł, a termin jego realizacji wyznaczono na kwiecień 2012. Całość miała kosztować 130 mln zł i zostać pokryta ze środków własnych inwestora i kredytu, który miał zostać spłacony pieniędzmi uzyskanymi ze sprzedaży starej siedziby MTG.
28 marca 2011 plac budowy przekazano wykonawcy obiektu, a 4 maja na budowie zainstalowano pierwszy dźwig. 16 maja w obecności m.in. arcybiskupa metropolity gdańskiego Sławoja Głódzia, marszałka województwa pomorskiego Mieczysława Struka, prezydenta Gdańska Pawła Adamowicza i władz MTG wmurowano akt erekcyjny i bursztynowy kamień węgielny pod inwestycję.
Pod koniec maja 2011 wykonywano pale, stropy i zbrojenia pod budynek biurowy, a także zbrojenia pod magazyn rozdzielnię i pompownię. Ponadto przygotowywano nawierzchnię drogową parkingu. W połowie czerwca natomiast kończono roboty palowe, budowano drugą kondygnację i klatkę schodową  budynku biurowego, trwało zbrojenie i szalunki budynku restauracji oraz przygotowano prefabrykaty do wzniesienia hali wystawienniczej.
26 września 2011 powieszono wiechę. Wykonano wówczas 42% prac, a otwarcie obiektu zaplanowano na 15 kwietnia 2012. W połowie października zainstalowano dach hali oraz przeprowadzono pomyślną próbę wodną tej konstrukcji. Pod koniec listopada w budynku biurowym wstawiono wszystkie okna i zamknięto bryłę tego obiektu. Ponadto równolegle budowano schody wejściowe i halę główną, a na parking wjechał mniejszy sprzęt budowlany.
Pod koniec 2011 i na początku 2012 miały miejsce ostatnie prace budowlane, montażowe, instalacyjne i wykończeniowe.

### Otwarcie i eksploatacja

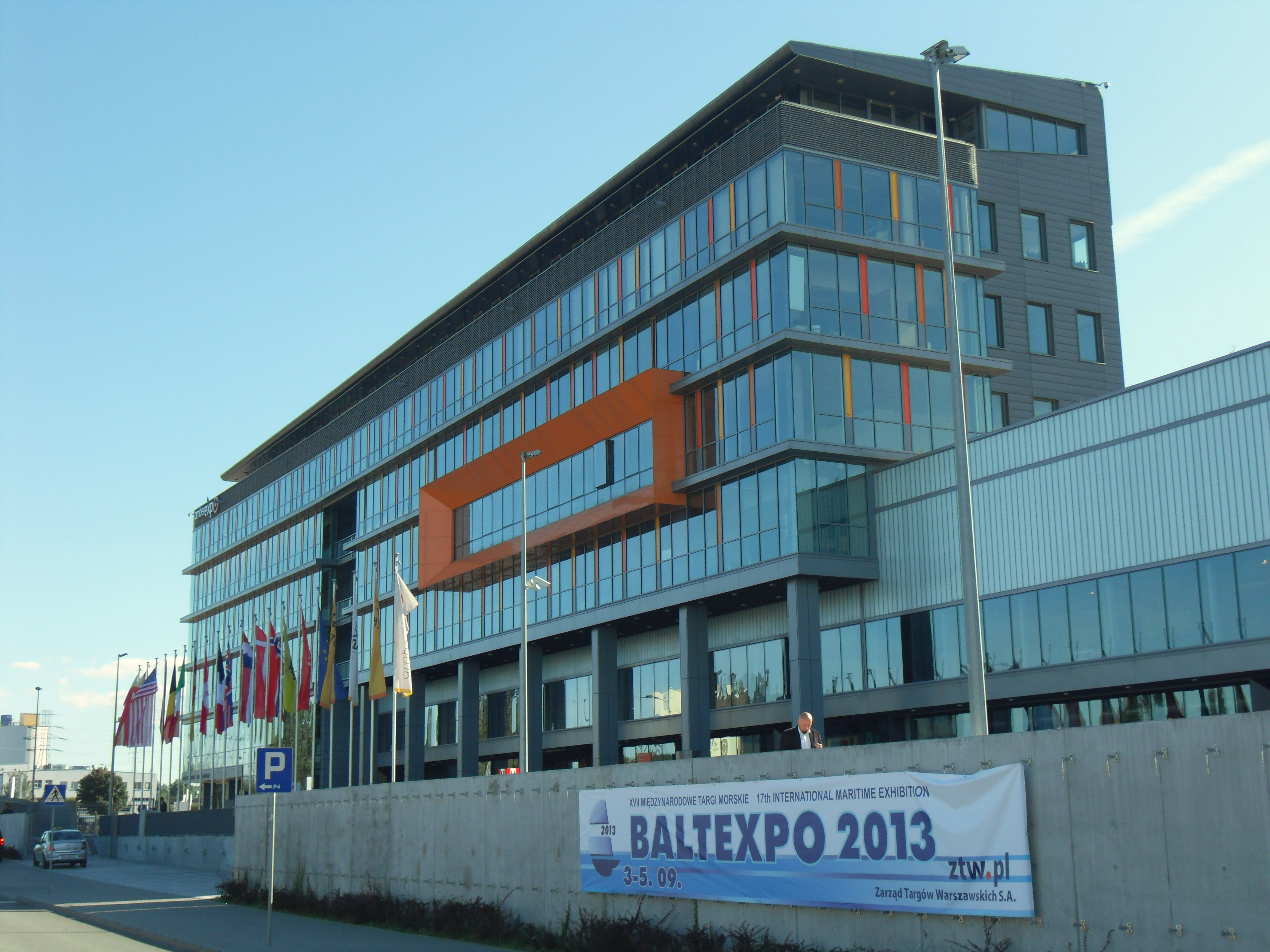
Baltexpo 2013 w AmberExpo

Otwarcie obiektu miało miejsce 25 kwietnia 2012. W uroczystości wzięli udział m.in. podsekretarz stanu w ministerstwie finansów Andrzej Parafianowicz, Dowódca Marynarki Wojennej adm. fl. Tomasza Mathea i zastępca szefa Biura Ochrony Rządu gen. bryg. Jerzy Matusiak, a także wojewoda pomorski Ryszard Stachurski, marszałkowie województwa pomorskiego Hanna Zych-Cisoń, Ryszard Świlski i Czesław Elzanowski oraz prezydent Gdańska Paweł Adamowicz, przewodniczący rady miasta Bogdan Oleszek, arcybiskup metropolita gdański Sławoj Leszek Głódź i przewodniczący rady nadzorczej Międzynarodowych Targów Gdańskich Andrzej Bojanowski.
9 maja 2012 w AmberExpo odbyła się pierwsza impreza, którą były Metropolitalne Targi Pracy. Dwa dni później wybrane pomieszczenia w centrum zaczęła zajmować UEFA, która w części obiektu urządziła centrum akredytacyjne na potrzeby Euro 2012. Pod koniec czerwca natomiast w budynku zorganizowano pierwszą imprezę wystawienniczą, którą były targi Balt Military Expo.
W okresie od 21 grudnia 2012 do 3 lipca 2015 w budynku mieściła się siedziba Pomorskiej Kolei Metropolitalnej.
W całym 2015 w AmberExpo miało miejsce łącznie 36 imprez różnego rodzaju, z których 13 zorganizowały MTG.

## Lokalizacja

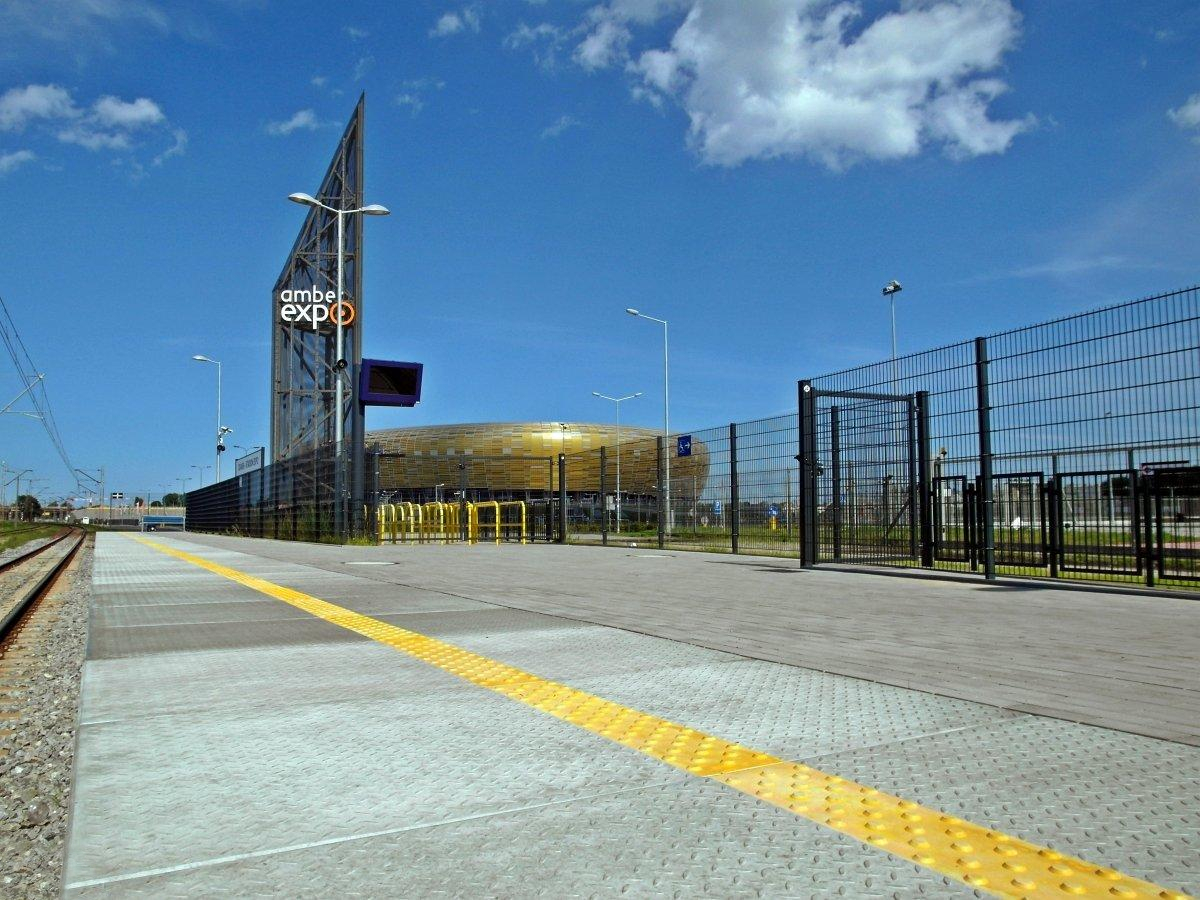
Pobliski przystanek Gdańsk Stadion Expo, w tle stadion w Gdańsku Letnicy

### Położenie i otoczenie
AmberExpo zlokalizowane jest przy ul. Żaglowej 11 w Gdańsku Letnicy. W bezpośrednim sąsiedztwie obiektu znajdują się przystanek kolejowy Gdańsk Stadion Expo oraz stadion w Gdańsku Letnicy.
Odległość od obiektu do centrum Gdańska wynosi 5 km, do Sopotu 11 km, a do Gdyni 17 km. Port lotniczy oddalony jest od obiektu o 14 km.

### Połączenia komunikacyjne
W okolicach budynku znajdują się autobusowy przystanek na żądanie Żaglowa – AmberExpo oraz stały przystanek tramwajowy o tej samej nazwie. AmberExpo skomunikowane jest również za pomocą przystanku Szybkiej Kolei Miejskiej Gdańsk Stadion Expo.

## Wygląd

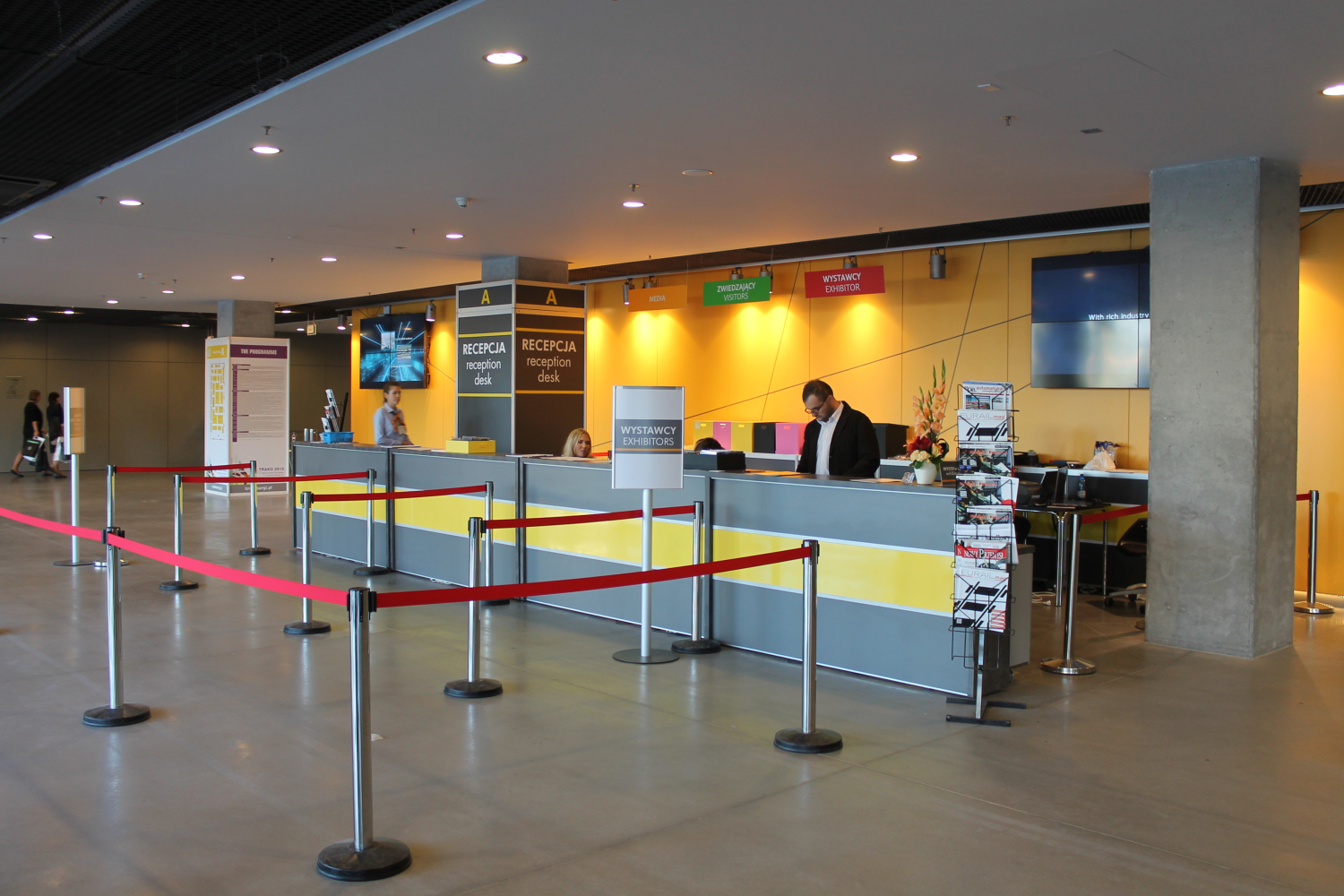
Recepcja w hali A podczas Trako 2015

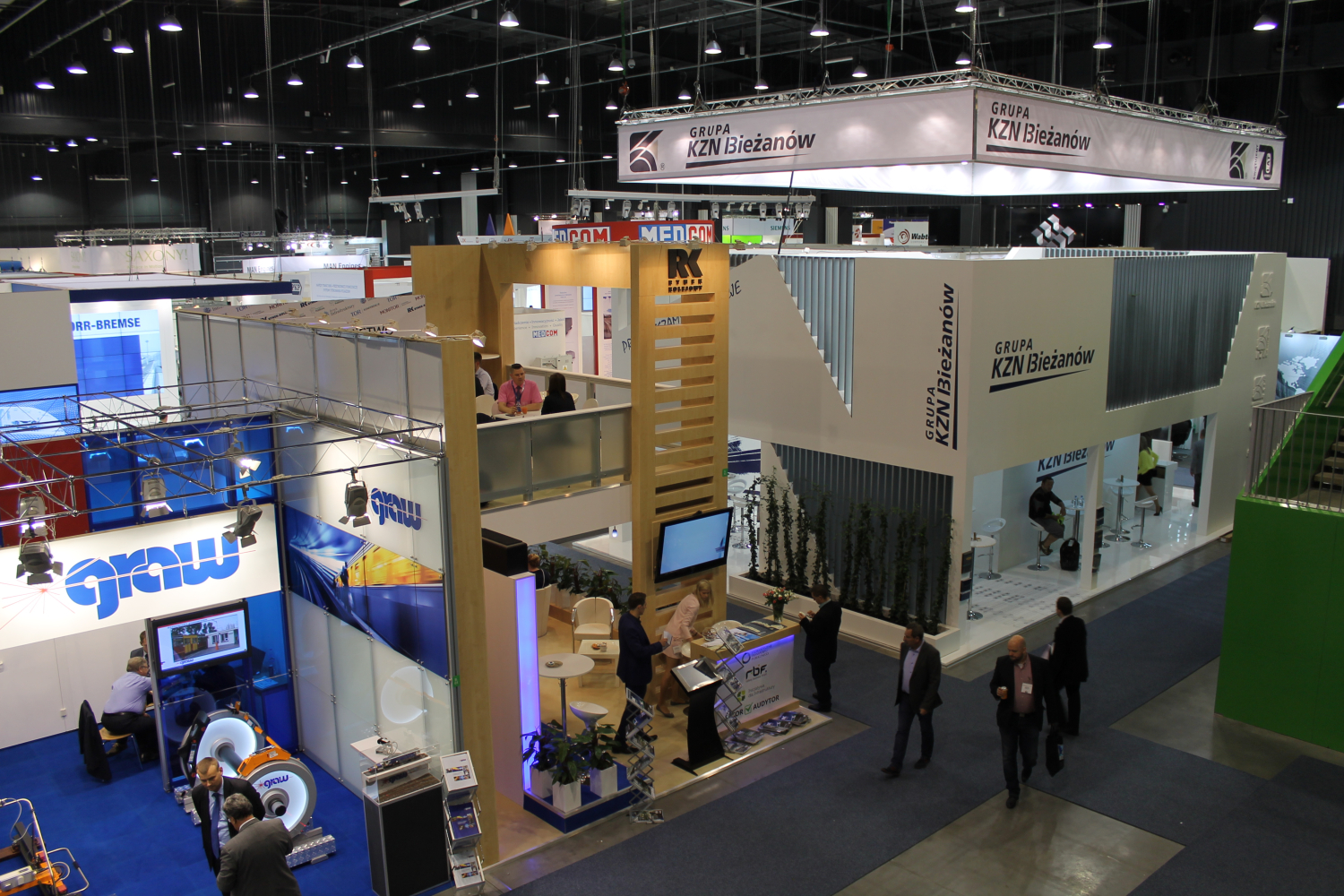
Stoiska w hali B podczas Trako 2015

Centrum składa się z hal wystawienniczych, budynku biurowego z centrum konferencyjnym i strefą VIP, centrum prasowym i lokalami usługowymi oraz terenów zewnętrznych obejmujących parking i powierzchnię ekspozycyjną.

### Hale wystawiennicze
Trzy zintegrowane hale wystawiennicze mają łączną powierzchnię 12 000 m², a mobilne ściany wewnętrzne pozwalają na podział tej przestrzeni na niezależne pomieszczenia o powierzchni 4000 m² każde. Dodatkowo środkowa hala jest wyposażona w przesuwaną ścianę, którą pomieszczenie można podzielić na dwa mniejsze. Obiekt nie ma wewnętrznych słupów konstrukcyjnych oraz osiąga w najwyższym punkcie wysokość 14,5 m.
Hale są wyposażone w instalacje wodną, sanitarną, elektroenergetyczną i internetową. Ponadto mają pokoje dla matki z dzieckiem oraz toalety przystosowane do osób niepełnosprawnych. Obiekt jest połączony z centrum konferencyjnym i restauracją.

### Budynek biurowy
W budynku znajdują się centrum konferencyjne, centrum prasowe oraz lokale gastronomiczne.
Centrum konferencyjne umieszczono na I piętrze obiektu. Składa się ono z 4 sal, w których jest łącznie 1058 miejsc. Sale te są wyposażone w klimatyzację, nagłośnienie, sprzęt do tłumaczeń i ekrany projekcyjne. Największa sala nr 1 mieszcząca 546 osób ma dodatkowo ruchomą ścianę pozwalającą na podział pomieszczenia na trzy mniejsze. Wejścia do sal znajdują się od strony holu i hal wystawienniczych, a przed nimi znajduje się lobby z recepcją. Ponadto w centrum ulokowana jest strefa VIP składająca się z 6 pokoi o łącznej liczbie 36 miejsc. Każdy z nich jest wyposażony w aneks kuchenny i zaplecze sanitarne oraz ma wystrój utrzymany w innym stylu.
W skład centrum gastronomicznego wchodzą restauracja, kawiarnia i bar. Może ono pomieścić 300 osób, a jego okna wychodzą na stadion w Gdańsku Letnicy.

### Tereny zewnętrzne
Na tereny zewnętrzne AmberExpo składają się parking, tory ekspozycyjne i bocznica kolejowa.
Na parkingu wyznaczonych jest 430 miejsc parkingowych, w tym dla niepełnosprawnych. W razie potrzeby AmberExpo korzysta z parkingu stadionu w Gdańsku Letnicy mającego 2000 miejsc. Na parkingu oraz pobliskiej bocznicy kolejowej znajdują się tory, na których istnieje możliwość ekspozycji taboru szynowego.